# Burj Al Alam
Burj Al Alam em construção, verão de 2008
O Burj Al Alam (Torre do Mundo em português) é um prédio que está em construção na cidade de Dubai, nos Emirados Árabes Unidos e será o maior hotel do mundo, com 501 metros de altura. O início da construção foi em 12 de novembro de 2006 e o término está previsto para o segundo semestre de 2012. A diária no hotel custa cerca de R$45.000